# Ronde van Spanje 2009/Veertiende etappe
De veertiende etappe van de Ronde van Spanje 2009 werd verreden op 13 september 2009. Het was een bergetappe over 157 kilometer van Granada naar La Pandera. Onderweg moesten er 3 cols beklommen worden. De etappe werd gewonnen door de Italiaan Damiano Cunego. Hij was als laatste overgebleven van een vroege vlucht met o.a.de Belg Kevin De Weert. Het is de tweede ritzege van Cunego in deze Vuelta. Alejandro Valverde verstevigde z'n leiderplaats en nam bovendien de groene trui over van André Greipel.

## Uitslagen
| Uitslag etappe | Uitslag etappe     | Uitslag etappe      | Uitslag etappe    | Uitslag etappe |
| rang           | renner             | land                | ploeg             | tijd           |
| -------------- | ------------------ | ------------------- | ----------------- | -------------- |
| 1              | Damiano Cunego     | Vlag van Italië     | Lampre            | 4:04.23        |
| 2              | Jakob Fuglsang     | Vlag van Denemarken | Team Saxo Bank    | + 2' 23"       |
| 3              | Samuel Sanchez     | Vlag van Spanje     | Euskaltel-Euskadi | + 3' 08"       |
| 4              | Ezequiel Mosquera  | Vlag van Spanje     | Xacobeo-Galicia   | + 3' 10"       |
| 5              | Alejandro Valverde | Vlag van Spanje     | Caisse d'Epargne  | + 3' 22"       |
| 6              | Robert Gesink      | Vlag van Nederland  | Rabobank          | + 3' 26"       |
| 7              | Cadel Evans        | Vlag van Australië  | Silence-Lotto     | + 3' 40"       |
| 8              | Gonzalo Rabuñal    | Vlag van Spanje     | Xacobeo-Galicia   | + 3' 46"       |
| 9              | Ivan Basso         | Vlag van Italië     | Liquigas          | + 3' 48"       |
| 10             | Juan José Cobo     | Vlag van Spanje     | Fuji-Servetto     | z.t.           |

| Algemeen klassement | Algemeen klassement | Algemeen klassement       | Algemeen klassement | Algemeen klassement |
| rang                | renner              | land                      | ploeg               | tijd                |
| ------------------- | ------------------- | ------------------------- | ------------------- | ------------------- |
|                     | Alejandro Valverde  | Vlag van Spanje           | Caisse d'Epargne    | 60u 30' 53"         |
| 2                   | Robert Gesink       | Vlag van Nederland        | Rabobank            | + 31"               |
| 3                   | Samuel Sanchez      | Vlag van Spanje           | Euskaltel-Euskadi   | + 1' 10"            |
| 4                   | Ivan Basso          | Vlag van Italië           | Liquigas            | + 1' 28"            |
| 5                   | Cadel Evans         | Vlag van Australië        | Silence-Lotto       | + 1' 51"            |
| 6                   | Ezequiel Mosquera   | Vlag van Spanje           | Xacobeo-Galicia     | + 1' 54"            |
| 7                   | Joaquim Rodríguez   | Vlag van Spanje           | Caisse d'Epargne    | + 5' 53"            |
| 8                   | Paolo Tiralongo     | Vlag van Italië           | Lampre              | + 6' 24"            |
| 9                   | Tom Danielson       | Vlag van Verenigde Staten | Garmin-Slipstream   | + 8' 28"            |
| 10                  | Juan José Cobo      | Vlag van Spanje           | Fuji-Servetto       | + 10' 45"           |

## Nevenklassementen
| Puntenklassement | Puntenklassement   | Puntenklassement   | Puntenklassement | Puntenklassement |
| rang             | renner             | land               | ploeg            | punten           |
| ---------------- | ------------------ | ------------------ | ---------------- | ---------------- |
|                  | Alejandro Valverde | Vlag van Spanje    | Caisse d'Epargne | 80               |
| 2                | André Greipel      | Vlag van Duitsland | Team Columbia    | 74               |
| 3                | Robert Gesink      | Vlag van Nederland | Rabobank         | 68               |

| Bergklassement | Bergklassement     | Bergklassement     | Bergklassement | Bergklassement |
| rang           | renner             | land               | ploeg          | punten         |
| -------------- | ------------------ | ------------------ | -------------- | -------------- |
|                | David Moncoutié    | Vlag van Frankrijk | Cofidis        | 160            |
| 2              | David De La Fuente | Vlag van Spanje    | Fuji-Servetto  | 83             |
| 3              | Damiano Cunego     | Vlag van Italië    | Lampre         | 76             |

| Combinatieklassement | Combinatieklassement | Combinatieklassement | Combinatieklassement | Combinatieklassement |
| rang                 | renner               | land                 | ploeg                | punten               |
| -------------------- | -------------------- | -------------------- | -------------------- | -------------------- |
|                      | Alejandro Valverde   | Vlag van Spanje      | Caisse d'Epargne     | 9                    |
| 2                    | Robert Gesink        | Vlag van Nederland   | Rabobank             | 11                   |
| 3                    | Samuel Sanchez       | Vlag van Spanje      | Euskaltel-Euskadi    | 22                   |

| Ploegenklassement | Ploegenklassement | Ploegenklassement   | Ploegenklassement | Ploegenklassement |
| rang              | ploeg             | land                | tijd              |                   |
| ----------------- | ----------------- | ------------------- | ----------------- | ----------------- |
|                   | Caisse d'Epargne  | Vlag van Spanje     | 181u 42' 19"      |                   |
| 2                 | Xacobeo-Galicia   | Vlag van Spanje     | + 25' 31"         |                   |
| 3                 | Astana            | Vlag van Kazachstan | + 29' 53"         |                   |

## Opgaves

### Niet meer gestart
- Xavier Tondó (Andalucía-CajaSur)
- Ignatas Konovalovas (Cervélo)
- Fabian Cancellara (Team Saxo Bank)

### Opgegeven
- Sandy Casar (La Française des Jeux)
- Marco Marzano (Lampre)

1e etappe ·
2e etappe ·
3e etappe ·
4e etappe ·
5e etappe ·
6e etappe ·
7e etappe ·
8e etappe ·
9e etappe ·
10e etappe ·
11e etappe ·
12e etappe ·
13e etappe ·
14e etappe ·
15e etappe ·
16e etappe ·
17e etappe ·
18e etappe ·
19e etappe ·
20e etappe ·
21e etappe
Startlijst · Eindstanden · Afbeeldingen
 winnaars · rode trui · 
 puntenklassement · 
 bergklassement · 
 combinatieklassement · 
 jongerenklassement · 
 ploegenklassement · 
 strijdlust

 Belgische leiderstruidragers · etappewinnaars

 Nederlandse leiderstruidragers · etappewinnaars
1935 · 1936 · 1937 · 1938 · 1939 · 1940 · 1941 · 1942 · 1943 · 1944 · 1945 · 1946 · 1947 · 1948 · 1949 · 1950 · 1951 · 1952 · 1953 · 1954 · 1955 · 1956 · 1957 · 1958 · 1959 · 1960 · 1961 · 1962 · 1963 · 1964 · 1965 · 1966 · 1967 · 1968 · 1969 · 1970 · 1971 · 1972 · 1973 · 1974 · 1975 · 1976 · 1977 · 1978 · 1979 · 1980 · 1981 · 1982 · 1983 · 1984 · 1985 · 1986 · 1987 · 1988 · 1989 · 1990 · 1991 · 1992 · 1993 · 1994 · 1995 · 1996 · 1997 · 1998 · 1999 · 2000 · 2001 · 2002 · 2003 · 2004 · 2005 · 2006 · 2007 · 2008 · 2009 · 2010 · 2011 · 2012 · 2013 · 2014 · 2015 · 2016 · 2017 · 2018 · 2019 · 2020 · 2021 · 2022 · 2023 · 2024 · 2025